# Telesto flavula
Telesto flavula är en korallart som beskrevs av Elisabeth Deichmann 1936. Telesto flavula ingår i släktet Telesto och familjen Clavulariidae. Inga underarter finns listade i Catalogue of Life.